# Petar Stojanović (football)
Pour les articles homonymes, voir Petar Stojanović et Stojanović.
Petar Stojanović, né le 7 octobre 1995 à Ljubljana en Slovénie, est un footballeur international slovène, qui évolue au poste d'arrière droit au Legia Varsovie.

## Biographie

### Carrière en club
Avec le club du NK Maribor, Petar Stojanović dispute 13 matchs en Ligue des champions.

### Carrière internationale
Petar Stojanović compte 5 sélections avec l'équipe de Slovénie depuis 2014.
Il est convoqué pour la première fois en équipe de Slovénie par le sélectionneur national Srečko Katanec, pour un match amical contre la Colombie le 18 novembre 2014. Il entre à la 46e minute de la rencontre, à la place d'Erik Janža et devenant le plus jeune joueur à jouer pour son pays à 19 ans et 42 jours,. Le match se solde par une défaite 1-0 des Slovènes.
Il est retenu dans la liste des 26 joueurs slovènes du sélectionneur Matjaž Kek pour participer à l'Euro 2024.

## Palmarès
- Avec le NK Maribor
  - Champion de Slovénie en 2012, 2013, 2014 et 2015
  - Vainqueur de la Supercoupe de Slovénie en 2014
- Avec le Dinamo Zagreb
  - Champion de Croatie en 2016 et 2018
  - Vainqueur de la Coupe de Croatie en 2018